# Fritz Briel
Fritz Briel (né le 24 octobre 1934 et mort le 15 mars 2017) est un kayakiste représentant l'Équipe unifiée d'Allemagne aux Jeux olympiques d'été de 1956. Il remporte la médaille d'argent dans l'épreuve du 10 000 mètres en kayak biplace.

## Palmarès

### Jeux olympiques
- Jeux olympiques de 1956 à Melbourne,  Australie
  -  Médaille d'argent